# Simon de Maillé
Simon de Maillé de Brézé, né en 1515 au château de Brézé (ou de Brizay), et mort le 11 janvier 1597 au château de l’Ambroise [Saint-Sulpice-sur-Loire, Maine-et-Loire]), est un prélat français, archevêque de Tours au cours de la seconde moitié du XVIe siècle.

## Biographie
Il est le deuxième fils de Guy de Maillé, marquis de Brézé et gouverneur d'Anjou, et de Anne de Louans. Il est membre de l'ordre de Cîteaux à l'abbaye de Louroux et y devient abbé.
Avec le soutien de Diane de Poitiers, veuve de son grand-oncle Louis de Maillé, comte de Brézé, il est nommé évêque de Viviers en 1551 et archevêque de Tours en 1554.
Selon certaines sources, c'est à tort qu'on donne  à Simon de Maillé le nom de Brèzé ; elles en font un parent de Diane de Poitiers. Simon de Maillé porte le nom de Brizay, tiré d'un château situé près de l'Île-Bouchard (Indre-et-Loire). La chute de ce château écrasa toute sa famille et n'épargna que lui seul.
Simon de Maillé-Brézé assiste aux états généraux du royaume tenus à Paris en 1557 et le roi Charles IX l'appelle au fameux colloque de Poissy en 1561. Il accompagne le cardinal de Lorraine au concile de Trente en 1562, et y prononce plusieurs discours qui lui méritent l'estime des présents à cette assemblée.
De retour du concile de Trente, il assemble à Tours en mai 1583, un concile qui est obligé, à cause de la peste dans cette ville, de se transférer à Angers. Héritant du château de l'Ambroise, près d'Angers, sur la Loire, dans la paroisse de Saint-Sulpice, il l’agrandit et l’embellit et il s’y retire d’où il continue à gérer son diocèse, et il y meurt en 1597.
On le soupçonne d'être entré dans la faction de la Ligue, contre laquelle la Touraine en général s'était prononcée. Il croit donc prudent de quitter la ville de Tours et de se retirer dans son château de l’Ambroise qu’il a profondément remanié. Il y vit jusqu’à sa mort, se consacrant à la lecture et l’écriture, tranquille sous la protection d'Éléonore de Bourbon, tante de Henri IV, et abbesse de Fontevrault.
Simon de Maillé a traduit du grec en latin 24 sermons de saint Basile, dédiés au cardinal de Lorraine :

« Sancti Basilii Conciones XXIV de vita et moribus a Simone metaphrnste selectœ-et à Simone de Maillé, archiepiscopo turonensi latinœ factœ Parisiis. »

— Guill. Morel, 1558, Parisiis, chapitre 8
Il est encore auteur d'un autre ouvrage intitulé : Dévotieux petit discours adressé aux peuples de Touraine pour s'exercer à l'honneur et crainte de Dieu par la considération de la mort naturelle ; Paris, Pierre Tuilier, 1574, in-12.

## Source
- Histoire de Touraine, Tome III, Paris, Tours, 1828, p. 462
- Archives royales de Chenonceaux, 1829, 9. 207.